# المجلس الدستوري (لبنان)
المجلس الدستوري في لبنان هي هيئة دستورية مستقلة ذات صفة قضائية مهمته مراقبة دستورية القوانين وسائر النصوص التي لها قوة القانون والبت في النزاعات والطعون الناشئة عن الانتخابات الرئاسية والنيابية.

## أعضائه
يتألف المجلس الدستوري من عشرة أعضاء. يعين مجلس النواب نصف هؤلاء الأعضاء ويعين مجلس الوزراء النصف الآخر. ويتم اختيــار أعضاء المجلس الدستوري من بين القضاة السابقين الذين مارسوا القضاء العدلي أو الإداري أو المالي مدة عشرين سنة على الأقل أو من بين الأساتذة الأصيلين السابقين أو الحاليين في التعليم العالي الذين مارسوا تعليم مادة من مواد القانون عشرين سنة، أو من بين المحامين الذين مارسوا مهنة المحاماة عشرين سنة على الأقل.

### الاعضاء الحاليين
- الرئيس: عصام منقد سليمان
- نائب الرئيس: طارق زياده
- الأعضاء: انطوان البر خير، سهيل رؤوف عبد الصمد، توفيق حسن سوبره، زغلول سعدالله عطيه، صلاح لبيب مخيبر، أحمد تقي الدين، انطوان نصري مسره ، محمد بسام توفيق مرتضى ، اسعد دياب.[2]